# Olds, Iowa
Olds är en ort i Henry County i Iowa. Vid 2020 års folkräkning hade Olds 192invånare.